# Southern River (del av en befolkad plats)
Southern River är en del av en befolkad plats i Australien. Den ligger i kommunen Gosnells och delstaten Western Australia, omkring 20 kilometer sydost om delstatshuvudstaden Perth. Antalet invånare är 2 955.
Runt Southern River är det ganska tätbefolkat, med 100 invånare per kvadratkilometer.. Närmaste större samhälle är Perth, omkring 20 kilometer nordväst om Southern River. 
Runt Southern River är det i huvudsak tätbebyggt. Genomsnittlig årsnederbörd är 951 millimeter. Den regnigaste månaden är september, med i genomsnitt 168 mm nederbörd, och den torraste är februari, med 12 mm nederbörd.